# 새벽-국민연합
새벽-국민연합(체코어: Úsvit-Národní koalice)은 체코의 보수주의 정당이었다. 이 정당의 이념은 유럽회의주의, 직접민주주의를 지향하였다.
2013년 토미오 오카무라가 토미오 오카무라 직접민주주의(체코어: Úsvit přímé demokracie Tomia Okamury)라는 이름으로 창당했다. 2013년에 당명이 새벽 직접민주주의(체코어: Úsvit přímé demokracie)로 변경되었다가 2014년에 새벽(체코어: Úsvit)이라는 당명으로 변경되었다. 2015년에 토미오 오카무라가 탈당한 후 자유와 직접 민주주의를 별도로 창당과 동시에 현재의 명칭으로 변경했다. 2016년 총선거 결과, 체코 하원의 경우 기독교민주연합-체코슬로바키아 인민당에 이어 제7당이 되었다. 2018년 해산하였다.

## 역대 선거결과

### 체코 대의원
| 년도   | 득표    | 지지율 | 의석 수  | 순위 |
| ------ | ------- | ------ | -------- | ---- |
| 2013년 | 342,339 | 6.88%  | 14 / 200 | 6위  |

### 체코 원로원
| 년도   | 1차    | 1차    | 1차  | 2차  | 2차    | 2차  | 좌석   |
| 년도   | 득표   | 지지율 | 순위 | 비고 | 지지율 | 순위 | 좌석   |
| ------ | ------ | ------ | ---- | ---- | ------ | ---- | ------ |
| 2014년 | 13,331 | 1.30%  | 11위 | -    | -      | -    | 0 / 27 |

### 유럽 의회
| 년도   | 득표   | 지지율 | 의석   | 순위 |
| ------ | ------ | ------ | ------ | ---- |
| 2014년 | 47,306 | 3.12%  | 0 / 22 | 10위 |

### 지방의회
| 년도   | 득표  | 좌석        | 비고 |
| ------ | ----- | ----------- | ---- |
| 2014년 | 0.65% | 54 / 62,300 |      |